# 白井こう

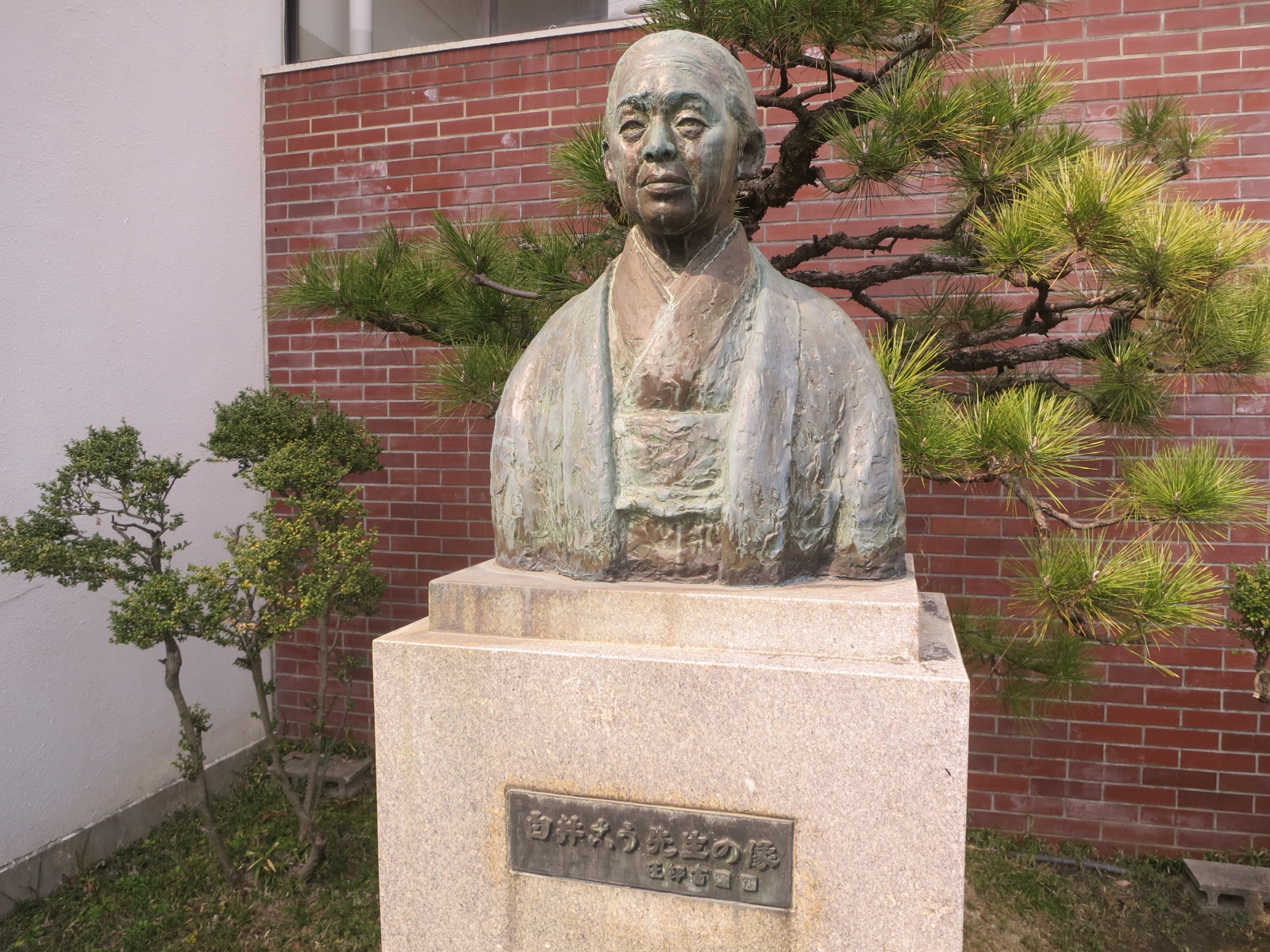
岡崎学園高校にある白井こうの銅像

白井 こう（しらい こう、女性、明治2年2月9日（1869年3月21日） - 昭和29年（1954年）7月25日）は、日本の教育者。人間環境大学附属岡崎高等学校の創立者。三河地方における女子教育の先駆者である。旧姓は山本。
田原町長を1901年（明治34年）から15年間務めた山本右太郎は次兄。

## 経歴
三河国田原（現在の愛知県田原市）に田原藩士山本源善の長女として生まれる。1888年（明治21年）1月、近所の田原小学校で教員に欠員が生じたため、校長から兄を通じて「代わりをやってもらえないか」との申し出を受ける。白井は1月から5月まで「渥美郡役所雇教員」の辞令で田原教学校の教壇に18歳で立つことになった。
1890年（明治23年）10月30日、扶桑新聞記者で自由民権家の白井菊也と結婚。新居を名古屋市伊勢町に構えた。しかし1897年（明治30年）3月9日に夫の菊也が病に倒れ死去。二男一女の未亡人となった白井は裁縫の教員になること以外に生きる道はないと考え、1899年（明治32年）10月27日、30歳になる年齢で上京。11月1日付で東京市本郷の東京裁縫女学校（現在の東京家政大学）速成科に入学した。
1901年（明治34年）1月19日、教員免許状はまだ取得していなかったが、名古屋市第三高等小学校（現在の名古屋市立桜山中学校）に採用される。1902年（明治35年）2月1日、裁縫科専科正教員免許状を受領。
「これからの裁縫科の教員は和裁と共に、洋裁の理論や実技を身につけることが必要だ」と考えた白井は同年3月31日に同校を退職し、4月に再び上京、和洋裁縫女学校（現在の和洋女子大学）研習速成科に入学した。速成科の名のとおり、7か月強で同校を卒業した。
1903年（明治36年）4月1日、愛知第二師範学校附属小学校（現在の愛知教育大学附属岡崎小学校）の訓導に採用される。

## 岡崎裁縫女学校を創立
白井にとって義務教育（当時は小学校義務年限4か年であった）を終わってからの女子教育の遅れは、何としても見過ごすことはできなかった。「女子はいつ不幸な目に遭わぬとも知れない。女子の独立は裁縫による」と考えた白井は女学校創設を決断する。1906年（明治39年）3月27日、附属小学校を退職。同年4月8日、愛知県額田郡岡崎町（現在の岡崎市）大字連尺59番戸に岡崎裁縫女学校（現・人間環境大学附属岡崎高等学校）を創立した。同年6月13日、愛知県知事より認可され、6月28日に校長となる。
また校長を務めながら1911年（明治44年）5月31日から1914年（大正3年）3月まで岡崎町立高等女学校（現在の愛知県立岡崎北高等学校）で裁縫科の指導も行った。
1931年（昭和6年）9月、岡崎裁縫女学校は岡崎高等家政女学校に改称。引き続き校長を務める。1937年（昭和12年）7月1日、女子教育功労者として岡崎市長より表彰される。
1946年（昭和21年）3月31日、同校長を辞任し名誉校長となる（岡崎高等家政女学校は1948年（昭和23年）9月に校舎を現在位置の岡崎市稲熊町3丁目110番地に移転する）。
1952年（昭和27年）11月3日、愛知県知事より教育功労者表彰を受けた。1953年（昭和28年）5月13日、教導教化の功績顕著であるとして文部大臣表彰を受けた。
1954年（昭和29年）7月25日、他界。享年85。従六位に叙し、勲六等瑞宝章受章。1961年（昭和36年）7月1日、岡崎市名誉市民に推挙される。